# Ptilodexia major
Ptilodexia major là một loài ruồi trong họ Tachinidae.